# 春藤嘉平

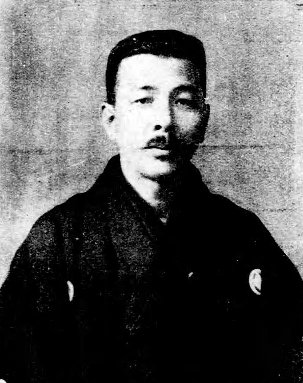
春藤嘉平

春藤 嘉平（しゅんどう かへい、1879年（明治12年）8月27日 - 1953年（昭和28年）4月4日）は、日本の内務・警察官僚。官選青森県知事、呉市長、川崎市長。

## 経歴
後の岡山県児島郡八浜町（現:玉野市）で春藤常治の長男として生まれる。
第一高等学校を卒業。1905年10月、東京帝国大学法科大学法律学科（英法）を卒業。内務省に入省し山梨県属となる。1907年11月、文官高等試験行政科試験に合格した。
以後、栃木県事務官、千葉県事務官・警察部長、三重県事務官・警察部長、埼玉県警察部長、山梨県内務部長、熊本県内務部長、宮城県内務部長などを歴任。
1921年3月9日、青森県知事に就任。河川改修事業を推進した。同年9月28日、知事を休職となる。1922年2月2日、依願免本官となり退官。同日、呉市長に就任し、1925年1月16日まで在任。1929年3月2日に川崎市長に就任。失業対策に尽力し、国に対して全額国庫負担を求める意見書を提出したが実現できなかった。1930年11月11日に市長を辞任した。

## 親族
- 妻 春藤信（内務官僚・吉原三郎の長女）[4]